# Ljetna univerzijada 1961.
II. Ljetna univerzijada održana je u Sofiji u Bugarskoj od 25. kolovoza do 3. rujna 1961. godine.
Na Univerzijadi su sudjelovale 32 države s 1270 natjecatelja koji su se natjecali u devet športova i 68 disciplina. Najuspješniji je bio SSSR s 21 zlatnom, 23 srebrne i 7 bronačnih medalja.
Glavno borilište bio je stadion Vasil Levski.